# Brunner Zsolt
Brunner Zsolt (Dj. Brunner) magyar dj, hangmérnök és stúdióvezető. Magyarország egyik legnépszerűbb DJ-párosát alkották Náksi Attilával a Náksi vs. Brunner formációban.

## Zenei életútja
Remix-producer, DJ, és hangmérnök. Az INFINITY nevű együttes tagjaként vált ismertté 1996-ban. Az Oxigen Music stúdió hangmérnöke, stúdióvezetője, számtalan remixet és felvételt készített. Náksi és Brunner 1998 óta dolgozik közösen DJ-ként, valamint különböző projekteken. 1999 decemberében jelent meg első közös mixalbumuk CLUB SANDWICH címmel a Record Express gondozásában. A CLUB SANDWICH lemezek egytől egyig elérték az aranylemez státuszt, amely példátlan siker Magyarországon. 2001-ben egy új mix sorozatot is útnak indítottak, amely minden nyáron jelentkezik SUNSHINE címmel. 2004 végétől nem Náksi és Brunner készíti a két sorozat még megjelenő darabjait.
A két DJ több, mint 50 remixet készített, hazai és külföldi felvételekből egyaránt.
Következő projektjük a Stereo Palma volt.

## Fagylaltozók
2012-ben Farkasházy Mariannal és Szalay Péter barátjával együtt, családi vállalkozásként megalapította az első Levendula fagyizót, amiből azóta 20 üzletes franchise hálózat lett.